# Pré-Saint-Didier
Pré-Saint-Didier é uma comuna italiana da região do Vale de Aosta com cerca de 963 habitantes. Estende-se por uma área de 33 km², tendo uma densidade populacional de 29 hab/km². Faz fronteira com Courmayeur, La Thuile, Morgex.

## Demografia
| Variação demográfica do município entre 1861 e 2011                               |
|                                                                                   |
| Fonte: Istituto Nazionale di Statistica (ISTAT) - Elaboração gráfica da Wikipedia |